# Allochotes bicolor
Allochotes bicolor là một loài bọ cánh cứng thuộc họ mierkevers (Cleridae). Loài này được mô tả lần đầu năm 1875 bởi Westwood.